# Алан Менкен
Алан Менкен (англ. Alan Menken; нар. 22 липня 1949 року в Нью-Рошеллі, штат Нью-Йорк) — американський композитор і піаніст, автор музики до фільмів і бродвейських мюзиклів, заслужив 8 премій «Оскар». Менкен працював разом з відомими поетами-піснярами, такими як Говард Ешмен (1950—1991), Тім Райс і Стівен Шварц.
У листопаді 2010 року на честь Алана Менкена була закладена зірка на Голлівудській «Алеї слави» за внесок в кіноіндустрію, за адресою: 6834 Голлівудський б-р.

## Вибрані роботи
- «Крамничка жахів» (мюзикл 1982 року і фільм 1986 року)
- «Русалонька» (мультфільм 1989 року і бродвейський мюзикл 2007 року)
- «Красуня і Чудовисько» (мультфільм 1991 року і бродвейський мюзикл 1994 року)
- «Продавці новин» (1992)
- «Аладдін» (мультфільм 1992 року і мюзикл 2003 року)
- «Покахонтас» (1995)
- «Горбань з Нотр-Даму» (1996)
- «Геркулес» (1997)
- «Не бий копитом» (2004)
- «Ноель» (2004)
- «Зачарована» (2007)
- «Заплутана історія» (2010)
- «Білосніжка: Помста гномів» (2012)
- «Галавант» (2014)

## Нагороди та номінації
| Категорія                                             | Рік     | Фільм                                                               | Підсумок  |
| «Оскар»                                               | «Оскар» | «Оскар»                                                             | «Оскар»   |
| ----------------------------------------------------- | ------- | ------------------------------------------------------------------- | --------- |
| Найкраща пісня до фільму                              | 1987    | • Крамничка жахів (для пісні: «Mean Green Mother from Outer Space») | Номінація |
| Найкраща музика (Оригінальний саундтрек)              | 1990    | • Русалонька (м/ф)                                                  |           |
| Найкраща пісня до фільму                              | 1990    | • Русалонька (для пісні: «Under the Sea»)                           | Нагорода  |
| Найкраща пісня до фільму                              | 1990    | • Русалонька (для пісні: «Kiss the Girl»)                           | Номінація |
| Найкраща музика (Оригінальний саундтрек)              | 1992    | • Красуня і Чудовисько (м/ф)                                        |           |
| Найкраща пісня до фільму                              | 1992    | • Красуня і Чудовисько (для пісні: «Beauty and the Beast»)          | Нагорода  |
| Найкраща пісня до фільму                              | 1992    | • Красуня і Чудовисько (для пісні: «Be Our Guest»)                  | Номінація |
| Найкраща пісня до фільму                              | 1992    | • Красуня і Чудовисько (для пісні: «Belle»)                         | Номінація |
| Найкраща музика (Оригінальний саундтрек)              | 1993    | • Аладдин (м/ф)                                                     |           |
| Найкраща пісня до фільму                              | 1993    | • Аладдін (для пісні: «A Whole New World»)                          | Нагорода  |
| Найкраща пісня до фільму                              | 1993    | • Аладдін (для пісні: «Friend Like Me»)                             | Номінація |
| Найкраща музика (до музичного або комедійного фільму) | 1996    | • Покахонтас (м/ф)                                                  | Нагорода  |
| Найкраща пісня до фільму                              | 1996    | • Покахонтас (для пісні: «Colors of the Wind»)                      | Нагорода  |
| Найкраща музика (до музичного або комедійного фільму) | 1997    | • Горбань з Нотр-Даму (м/ф)                                         | Номінація |
| Найкраща пісня до фільму                              | 1998    | • Геркулес (м/ф) (для пісні: «Go the Distance»)                     | Номінація |
| Найкраща пісня до фільму                              | 2008    | •Зачарована (для пісні: «Happy Working Song»)                       | Номінація |
| Найкраща пісня до фільму                              | 2008    | •Зачарована (для пісні: «So Close»)                                 | Номінація |
| Найкраща пісня до фільму                              | 2008    | •Зачарована (для пісні: «That's How You Know»)                      | Номінація |
| Найкраща пісня до фільму                              | 2011    | • Заплутана історія (м/ф) (для пісні: «I See the Light»)            | Номінація |
| «Золотий глобус»                                      |         |                                                                     |           |
| Найкраща пісня до фільму                              | 1990    | • Русалонька (м/ф)                                                  |           |
| Найкраща пісня до фільму                              | 1990    | • Русалонька (для пісні: «Under the Sea»)                           | Нагорода  |
| Найкраща пісня до фільму                              | 1990    | • Русалонька (для пісні: «Kiss the Girl»)                           | Номінація |
| Найкраща пісня до фільму                              | 1992    | • Красуня і Чудовисько (м/ф)                                        |           |
| Найкраща пісня до фільму                              | 1992    | • Красуня і Чудовисько (для пісні: «Beauty and the Beast»)          | Нагорода  |
| Найкраща пісня до фільму                              | 1992    | • Красуня і Чудовисько (для пісні: «Be Our Guest»)                  | Номінація |
| Найкраща пісня до фільму                              | 1993    | • Аладдін (м/ф)                                                     |           |
| Найкраща пісня до фільму                              | 1993    | • Аладдін (для пісні: «A Whole New World»)                          | Награда   |
| Найкраща пісня до фільму                              | 1993    | • Аладдін (для пісні: «Friend Like Me»)                             | Номінація |
| Найкраща пісня до фільму                              | 1993    | • Аладдін (для пісні: «Prince Ali»)                                 | Номінація |
| Найкраща пісня до фільму                              | 1996    | • Покахонтас (м/ф)                                                  |           |
| Найкраща пісня до фільму                              | 1996    | • Покахонтас (для пісні: «Colors of the Wind»)                      | Нагорода  |
| Найкраща пісня до фільму                              | 1997    | • Горбань з Нотр-Даму (м/ф)                                         |           |
| Найкраща пісня до фільму                              | 1998    | • Геркулес (м/ф) (для пісні: «Go the Distance»)                     | Номінація |
| Найкраща пісня до фільму                              | 2008    | • Зачарована (для пісні: «That's How You Know»)                     | Номінація |
| Найкраща пісня до фільму                              | 2011    | • Заплутана історія (м/ф) (для пісні: «I See the Light»)            | Номінація |
| BAFTA                                                 |         |                                                                     |           |
| Найкраща пісня до фільму                              | 1993    | • Красуня і Чудовисько (м/ф)                                        | Номінація |
| Найкраща пісня до фільму                              | 1994    | • Аладдін (м/ф)                                                     |           |
| «Сатурн»                                              |         |                                                                     |           |
| Найкраща музика                                       | 1987    | • Лавка жахів                                                       |           |
| Найкраща музика                                       | 1993    | • Аладдін (м/ф)                                                     |           |
| Найкраща музика                                       | 1993    | • Красуня і Чудовисько (м/ф)                                        |           |
| Найкраща музика                                       | 2008    | • Зачарована                                                        |           |
| Голлівудська Алея Слави                               |         |                                                                     |           |
| За вклад у кіноіндустрію                              | 2010    | Зірка                                                               |           |
| «Золота малина» (антипремія)                          |         |                                                                     |           |
| Гірша пісня до фільму                                 | 1991    | • Роккі 5 (для пісні: «The Measure of a Man»)                       |           |
| Гірша пісня до фільму                                 | 1993    | • Продавці новин (для пісні: «High Times, Hard Times»)              | Нагорода  |